# Silvio Barbini
Pour les articles homonymes, voir Barbini.
Silvio Barbini, né vers 1750 à Modène, est un peintre italien.

## Biographie
Silvio Barbini est né à Modène d'une famille locale vers 1750. Il devient élève d'Antonio Consetti,.

## Œuvres
Un de ses miniatures d'une femme est vendue à Cologne en 1905 lors d'une vente aux enchères.
Quelques églises de la ville contiennent des peintures de Barbini. Il existe une peinture de Barbini dans l'ancienne église de Salvaterre (it), frazione de la commune de Casalgrande.
Dans l'église église San Michel Arcangelo (it) de Novi di Modena se trouve une peinture de Notre-Dame de Caravaggio peinte par Barbini.